# Zurich Jazz Orchestra

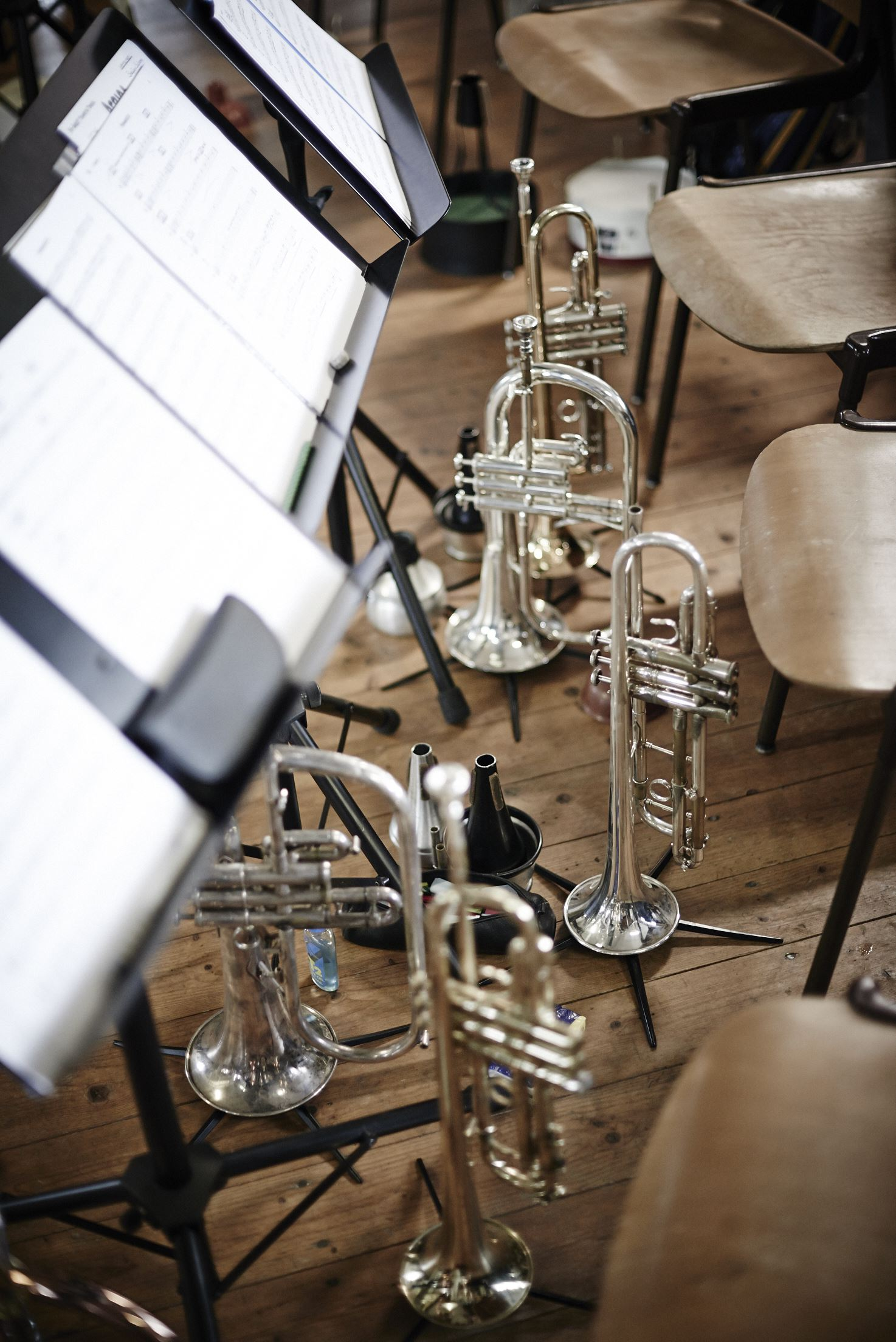
Instrumente im Zurich Jazz Orchestra

Das Zurich Jazz Orchestra (ZJO) ist eine in Zürich ansässige Big Band. Gegründet wurde das ZJO 1995. Es hat sich zu einer der wichtigen Großformationen im europäischen Jazz entwickelt. Der Klangkörper, der sich von Anfang an als regionale Organisation definierte, wurde letztlich zum „Sammelbecken für Talente aus der Schweiz“.

## Geschichte

### 1995–2000, Gründung
Gedacht als Rehearsal Band und Forum für einheimische Komponisten und Arrangeure wurde das Zurich Jazz Orchestra 1995 von André Bellmont, heute Dozent an der ZHdK, ins Leben gerufen. An jedem ersten Dienstag des Monats wurden im Miller’s Studio Zürich neben herkömmlichen Titeln regelmässig Kompositionen von Schweizer Musikschaffenden uraufgeführt. 1999 übernahm der Saxophonist David Regan die Leitung des Orchesters. Gleichzeitig ergab sich die Möglichkeit bis zu dessen Schliessung im Club Inkognito im Zürcher Westend, jeden Dienstag, anstatt nur einmal im Monat aufzutreten.

### 2000–2003, Umstrukturierung
Mit der Übernahme der musikalischen Leitung durch Stefan Schlegel im Juni 2000 erhielt das Orchester mit Bettina Uhlmann auch eine administrative Leitung. In der Folge wurden die organisatorischen Strukturen gestrafft sowie ein Gönnerverein zur Förderung des Orchesters gegründet; so entwickelte sich eine stabile Arbeitsgrundlage für das Orchester. Mit dem Jazzclub «Moods» im Schiffbau erhielt das Zurich Jazz Orchestra gleichzeitig eine neue Konzert-Plattform, wo es im Oktober 2000 das erste Konzert gab.

### 2003–2006, Erste CD
Als neuer musikalischer Leiter erhielt Frank Sikora im September 2003 den Auftrag, mit dem Orchester eine erste CD zu realisieren. Diese erschien mit dem Titel Beyond Swiss Tradition und wurde durch Partnerschaften mit DRS 2 (Co-Produzent), Universal Music Switzerland (Label) und «Präsenz Schweiz» ermöglicht. Unter dem Motto «Tradition – Überliefertes – Durchbrechen – Aufbrechen» bestritt das ZJO das Eröffnungskonzert des Jazzclub «Moods», wobei zum ersten Mal auch multimediale Mittel zum Einsatz kamen. Zusätzlich zur Konzertreihe im «Moods» wurden 2005 die so genannten Werkstattkonzerte in Zusammenarbeit mit der Jazzabteilung der damaligen HMT Zürich (Hochschule für Musik und Theater, heutige ZHdK) mit dem Ziel ins Leben gerufen, auch unkonventionellere Big-Band-Literatur zu präsentieren und dabei jungen Schweizer Komponisten eine Plattform zu bieten. Pro Konzert hat jeweils ein Absolvent der Jazzabteilung die Möglichkeit im Orchester Einsitz zu nehmen. Analog zur Klassik bietet das ZJO den Studierenden so die Möglichkeit, in einer professionellen Big Band ein Volontariat zu absolvieren.

### 2006–2008, Zweite CD
Im September 2006 übernahm Rainer Tempel die musikalische Leitung des ZJO, welches knapp ein halbes Jahr später sein 10-jähriges Bestehen feierte. Die zweite CD New Plans mit Arrangements von Tempel erschien 2008 unter erneuter Zusammenarbeit mit Radio DRS 2 und Universal Music Switzerland. Ebenfalls 2008 wurde der open Soundcheck vor den Konzerten im Jazzclub «Moods» eingeführt: Der kommentierte Soundcheck bietet Schülern der Jugendmusikschule Zürich einen Einblick in die Probearbeit und das musikalische Schaffen einer Big Band.

### 2009–2012, Grossprojekte
Neben der Weiterführung der Konzerte im «Moods» und der Werkstattkonzerte (Volontariat) in Zusammenarbeit mit der Zürcher Hochschule der Künste wurde im März 2009 erstmals ein internationaler Kompositionswettbewerb für Big Band für Jungkomponisten lanciert: Unter der Bedingung, dass sie das 30. Altersjahr noch nicht vollendet hatten, sollten die Teilnehmer eine für das ZJO massgeschneiderte Partitur einreichen. Mit Gil Evans’ Fassung von Gershwins Porgy & Bess liess das Zurich Jazz Orchestra im April 2009 in einem Doppelkonzert die Zusammenarbeit zwischen Miles Davis und Gil Evans neu aufleben. Den Trompetenpart von Miles Davis übernahm Till Brönner.

### 2010–2012, Erste Tournee, dritte CD und Theaterproduktion
Mit Gastspielen in München, Stuttgart und Graz begab sich das ZJO im Frühling 2011 ein erstes Mal im nahen Ausland auf Tournee. Noch im selben Frühjahr nahm das Orchester in einer wiederholten Koproduktion mit DRS 2 seine dritte CD unter dem Titel Song auf. Das von Rainer Tempel zusammengestellte Programm bestand aus einer Kombination von Big Band und Gesang, welche sowohl klassische Stücke wie auch Popsongs beinhaltet. Am 27. September 2011 fand die Premiere einer Koproduktion mit dem Theater Rigiblick und Daniel Rohr statt: Präsentiert wurde der von Henning Mankell verfasste Monolog Miles oder die Pendeluhr aus Montreux, umrahmt von Miles Davis’ Sketches of Spain. Diese Zusammenarbeit stiess auf solchen Anklang, dass bis ins 2016 Zusatzaufführungen stattfanden. Mit der Produktion «Miles Ahead» beschloss das Zurich Jazz Orchestra nach fast drei Jahren im Februar 2012 seine Gil Evans & Miles Davis-Trilogie.

### 2013–2021: die vierte bis sechste CD
Nach sieben Jahren Tätigkeit als musikalischer Leiter verliess Rainer Tempel das ZJO im April 2013. Unter der Interimsleitung von Daniel Schenker liess sich das Zurich Jazz Orchestra ein Jahr Zeit, um mit verschiedenen Bewerbern probeweise zu arbeiten. Gewählt wurde schliesslich der Deutsche Steffen Schorn. Als «Link» zwischen Zürich und Köln ist seither weiterhin Daniel Schenker tätig. Das erste Konzert unter Schorn gab die Big Band im September 2014 anlässlich der Eröffnung des Musikklubs «Mehrspur» auf dem Toni-Areal der ZHdK. Darauf folgten ein Auftritt am Zurich Film Festival und einer am Festival jazznojazz mit dem Schlagzeuger Jojo Mayer. Als Gäste waren ausserdem Bill Holman im «Miller’s Studio», Lars Andreas Haug und Marcio Bahia in Zürich. Der Auftritt am Zurich Film Festival konnte in der darauffolgenden Saison wiederholt werden.
In der Saison 2015/2016 reiste das Zurich Jazz Orchestra zum WDR 3-Jazzfest in Münster (Westfalen) und hatte Thomas Gansch und Joe Haider zu Gast. Neben dem wieder aufgenommenen Theater-Programm Miles oder die Pendeluhr aus Montreux wurde zum 100. Geburtstag von Frank Sinatra ein neues Programm lanciert: Mein Leben mit Frank Sinatra schilderte im Theater Rigiblick (Regie: Daniel Rohr) das Privatleben des Sängers ergänzend zu den Musikstücken (am Mikrophon Sandra Studer, Raphael Jost, Pino Gasparini, Levin Deger) in Form eines Interviews (Max Merker) mit dessen Chauffeur und Butler (Nino Sandow). Stücke von Steffen Schorn bildeten das Material für den vierten, fünften und sechsten Tonträger der Formation, die international mit positiven Kritik bedacht wurden; Hans-Jürgen Schaal bewertete den Klangkörper unter Schorn sogar als „eine der besten Bigbands der Welt“; sie entfalte ihre Dynamik mit klarer Präzision.
In der Saison 2021/22 übernahm Ed Partyka die musikalische Leitung des ZJO. Präsident ist seit 2020 Thomas Vogel.

## Diskografie
- Beyond Swiss Tradition ( Universal Music 2005)
- New Plans: The Music of Rainer Tempel (Universal Music 2008)
- Song feat. Isa Wiss (Jazz ’n’ Arts 2012)
- Zurich Jazz Orchestra & Steffen Schorn: Three Pictures (Mons 2018)[3]
- Zurich Jazz Orchestra & Steffen Schorn: Dedications (Mons 2021)[4]
- Zurich Jazz Orchestra & Steffen Schorn: To My Beloved Ones (Mons 2022)[5][6]